# Reinhard Remane

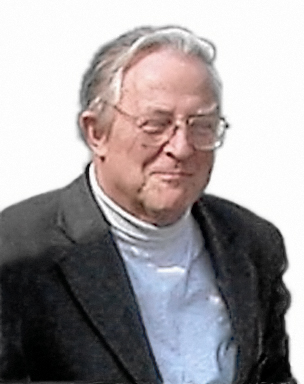
Reinhard Remane (2003)

Reinhard Remane (* 21. März 1929 in Kiel; † 27. April 2009 in Marburg) war ein deutscher Biologe und Hochschullehrer mit dem Schwerpunkt Entomologie.

## Leben und Wirken
Remane wurde als Sohn des Zoologen Adolf Remane und seiner Frau Martha geboren. Sein Abitur machte er 1949 in Plön, danach studierte er an der Christian-Albrechts-Universität Kiel Zoologie, Botanik und Chemie. Er promovierte mit einer Arbeit über „Die Besiedlung von Grünlandflächen verschiedener Herkunft durch Wanzen und Zikaden im Weser-Ems-Gebiet“, betreut von Wolfgang Tischler. Er arbeitete 1957/58 als „Foreign Expert of Taxonomy“ an der Agricultural Experiment Station Abu Ghraib bei Bagdad im Irak, dann als Forschungsstipendiat der DFG in München und 1961/62 als „Research Officer“ an der Hudeiba Research Station bei Ed Damer im Sudan.
1961 heiratete er Helga geb. Joos. Das Paar hatte drei Kinder: Karen, Peter und Gudrun.
Im Dezember 1962 übernahm er zunächst das Kustodiat am Fachbereich Biologie der Philipps-Universität Marburg und wurde Anfang der 1970er Jahre zum Universitätsprofessor ernannt. Wissenschaftlich widmete er sich vor allem der Taxonomie, Verbreitung und Ökologie europäischer und nordafrikanischer Zikaden und Wanzen. Er unternahm Forschungsreisen nach Südeuropa (Spanien, Portugal, Frankreich, Italien, Griechenland), Nordafrika (Marokko, Algerien, Tunesien), auf die Kanarischen Inseln und nach Nepal.
Ende der 1970er Jahre gründete er die Zeitschrift Marburger Entomologische Publikationen. Von Band 1, Heft 1 im Jahr 1979 bis zu Band 3, Heft 3 im Jahr 2005 erschienen insgesamt 23 Hefte dieser Zeitschrift.
Er verfasste etwa 140 wissenschaftliche Originalarbeiten, mit u. a. 169 Erstbeschreibungen von Zikaden- und Wanzenarten (davon 82 Cicadellidae, 23 Delphacidae, 19 Nabidae, 15 Cixiidae, 11 Issidae) und beschrieb 15 neue Zikadengattungen.

## Ehrungen und Auszeichnungen
Seine hervorragenden Verdienste auf dem Gebiet der Systematik und Faunistik wurden u. a. durch die Deutsche Gesellschaft für allgemeine und angewandte Entomologie (DGaaE) mit der Verleihung der Meigen-Medaille gewürdigt.

## Belege
- W. E. Holzinger, R. Achtziger, H. Nickel, W. Witsack: In memoriam Prof. Dr. Reinhard Remane. In: Cicadina. Band 10, 2009, S. 3–14.